# В'єкослав Лубурич
В'єкослав «Макс» Лубурич (хорв. Vjekoslav "Maks" Luburić; нар. 6 березня 1914, Любушки — пом. 20 квітня 1969, Каркайшент) — боснійський хорват, учасник фашистського руху усташів, начальник Третього бюро Служби зовнішнього стеження усташів. Очолював протягом більшої частини Другої світової війни систему концтаборів НДХ, найвідомішим із яких був концтабір у Ясеноваці, де в ході війни знищено близько 100 тис. осіб.
Також особисто наглядав за численними випадками різанини сербів і був у числі призвідників одночасного геноциду євреїв і циган у НДХ.
У рух усташів вступив 1931 року, а наступного року виїхав з Королівства Югославія і перебрався до Угорського королівства. Після вторгнення в Югославію та створення НДХ на чолі з Павеличем Лубурич повернувся на Балкани. Наприкінці червня 1941 р. відряджений до Ліки, де керував серією масових убивств сербів. Наприкінці 1942 року призначений командиром 9-го піхотного полку Хорватського домобранства, але був відсторонений від командування після вбивства одного зі своїх підлеглих. Під тиском Німеччини взятий під домашній арешт, але зберіг «де-факто» контроль над концентраційними таборами усташів. У серпні 1944 р.відігравав провідну роль у зриві змови Лорковича-Вокича, спрямованої на скинення Павелича і заміни його прихильним до союзників урядом. У лютому 1945 р. Павелич відправив Лубурича в Сараєво, де протягом наступних двох місяців той керував катуваннями та вбивствами сотень відомих і підозрюваних комуністів. Лубурич повернувся в Загреб на початку квітня і отримав звання генерала.
Після падіння НДХ і в умовах становлення комуністичної Югославії Лубурич залишився для проведення партизанської війни проти комуністів, під час якої його було важко поранено. 1949 року він емігрував в Іспанію і взяв активну участь у діяльності усташівських емігрантських кіл. 1955 р. Лубурич розірвав відносини з Павеличем через те, що той виступав за підтримку майбутнього поділу Боснії між Великою Хорватією і Великою Сербією, та сформував конкурентну хорватську націоналістичну організацію, відому як Хорватський національний опір. Розбіжність призвела до великої гостроти у взаєминах між цими двома людьми, і коли в 1959 р. Павелич помер, Лубуричу було заборонено відвідати його похорон. У квітні 1969 р. Лубурича було знайдено убитим у своєму домі: він став жертвою або югославської таємної поліції, або суперників із хорватського емігрантського середовища.